# القرع (حبيل جبر)

تعديل مصدري - تعديل

القرع هي إحدى قرى عزلة حبيل جبر بمديرية حبيل جبر التابعة لمحافظة لحج، بلغ تعداد سكانها 286 نسمة حسب تعداد اليمن لعام 2004.